# Roza Lallemand
Roza Lallemand (* 8. August 1961 als Roza Te in Nordkorea; † 26. August 2008 in Frankreich) war eine nach Frankreich immigrierte koreanisch-russische Schachspielerin.

## Biographie
Lallemand wurde in Nordkorea als Tochter eines Russen und einer Koreanerin geboren, sie hatte fünf Brüder.
Seit ihrem elften Lebensjahr lebte sie in Moskau.
Sie absolvierte eine universitäre Ausbildung, in der sie neben Schach auch russische Literatur studierte. Als Abschluss erhielt sie ein Diplom als Bibliothekarin und einen Meistertitel im Schachsport.  
In den 1990er Jahren übersiedelte Lallemand nach Frankreich, sie war seit 1997 mit Daniel Lallemand verheiratet und nahm im selben Jahr die französische Staatsbürgerschaft an.
Lallemand starb mit nur 47 Jahren in ihrem Zuhause an einem Herzinfarkt, wenige Tage nach der französischen Meisterschaft der Frauen in Pau, bei der sie den 6. Platz belegt hatte.

## Karriere
In den 1990er Jahren, nach der Öffnung des eisernen Vorhangs, begann Lallemand im Westen Turniere zu spielen. Unter anderem war sie auch in Paris, wohin sie vom Club André Clauzel eingeladen worden war. Lallemand wurde 2000 zur Großmeisterin der Frauen ernannt und war damit nach Chantal Chaudé de Silans, die den Titel 1990 ehrenhalber erhielt, die zweite französische Spielerin, welcher der Titel verliehen wurde. 
In Frankreich spielte sie bis 2005 für den C.E.M.C. Monaco, mit dem sie 2002 die französische Mannschaftsmeisterschaft gewann, danach für den Club de Bischwiller, mit dem sie 2008 französische Mannschaftsmeisterin der Frauen wurde. 
In der deutschen Schachbundesliga der Frauen spielte sie in der Saison 2000/01 für den Krefelder Schachklub Turm 1851.
Mit der französischen Frauenmannschaft nahm Lallemand an den Schacholympiaden 2000 in Istanbul, 2002 in Bled und 2006 in Turin, den Mannschaftseuropameisterschaften der Frauen 2001, 2003 und 2005 und dem Mitropacup 2002 teil. Dabei gewann sie die Mannschafts-EM der Frauen 2001 in León und erreichte beim Mitropacup der Frauen 2002 in Saint-Vincent den zweiten Platz.
Sie nahm mehrfach an französischen Meisterschaften der Frauen teil und erreichte als bestes Ergebnis 2004 den vierten Platz.

## Spielweise
Der französische Schachgroßmeister Gilles Mirallès beschrieb Lallemand als charakterstark. An ihrem Spiel lobte er ihre Fähigkeit für plötzliche Angriffe und ihre gefürchteten „brillanten“ Opfer. Sie habe sich diesen „romantischen“ Stil erhalten, der im modernen Schachspiel manchmal fehle.

## Postume Ehrung
Im Jahre 2009 beschloss der Französische Schachverband, die französische Schnellschachmeisterschaft der Damen fortan unter der Bezeichnung Trophée Roza Lallemand auszutragen.
Roza Lallemand gewann das erste dieser jährlich stattfindenden Turniere im Jahre 2002. Im Folgejahr holte sie sich nach Maria Leconte den 2. Platz, ebenso wie 2005 mit 8/9.